# Gracias por venir, gracias por estar
Gracias por venir, gracias por estar fue un programa periodístico aunque distendido en el que se entrevistarán a múltiples invitados. Se transmitía en vivo, está producido por "Corner producciones" y es televisado por la cadena Telefe de Argentina. El mismo contaba con la conducción de Gerardo Rozín y Julieta Prandi.

## Información general
El espíritu del ciclo es reconocer a los que dejaron una huella imprescindible en el público y recordar –a través de ellos- el mundo en el cual creció una generación.  Es un viaje por la historia de la televisión y por la historia de Telefe. En el mismo se muestran testimonios, registros y música para revivir los momentos de una época del canal y sus figuras.  
El programa se destaca por su variado contenido: entrevistas con superproducción, material de archivo de distintas épocas, informes periodísticos, presentaciones musicales y un clima de fiesta sin resignar la reflexión ni la emoción. 
El programa debutó en la pantalla de Telefe el 5 de mayo de 2012 con un promedio de 11.9 puntos de índice de audiencia y picos de 17. finalizando su primera temporada el 29 de diciembre de 2012. Su segunda temporada comenzó el 6 de abril de 2013 y finalizó el 22 de febrero de 2014, aunque gracias al buen año que tuvo el programa, se confirmó que se hará una tercera temporada, esta comenzó 
el 26 de abril de 2014 a las 22:00
En 2022 se dio una remake en La Peña de Morfi con la conducción de Julieta Prandi en homenaje a Gerardo Rozín

## Secciones
- Tributo: Los artistas más queridos del espectáculo y la TV. Con informes, invitados, archivo y sorpresas en el piso.
- Piano: El programa cuenta con un “piano-barra”, un lugar de encuentro por el que pasan los músicos más importantes para hacer sus canciones. Alrededor de la barra, otros músicos y referentes se suman al encuentro, para conversar y cantar.
- El Freezer: En esta sección se vuelve a ver en vivo a aquellos artistas que fueron sinónimo de diversión en su momento. Sus canciones explotan en las fiestas y en la memoria, pero no se los vio más. Ellos vuelven en esta sección.
- Informes especiales: Los 25 años de Volver al Futuro; todo sobre ET; el aniversario de Thriller de Michael Jackson, etc… los principales hits Pop, en informes de investigación con archivo y acciones de artística en el piso del programa.
- Reencuentros: Esta sección consiste en volver a juntar grupos que dejaron una marca en la televisión.
- Efemérides: Esta sección se enfoca en Informes periodísticos ligados a fechas clave: política, sociedad, deporte y espectáculos.

## Programas

### Primera temporada (2012)
- 5 de mayo: Guillermo Francella.
- 12 de mayo: León Gieco/Nancy Duplaá.
- 19 de mayo: Paz Martínez/Homenaje a Rodrigo.
- 26 de mayo: Sandra Mihanovich/Ricardo Darín/Los Pericos.
- 2 de junio: Dalma Maradona/Homenaje a Sandro.
- 9 de junio: Virginia Lago/Homenaje a Estela Raval/Carlos Calabró.
- 16 de junio: Nico Matioli/Guillermo Guido/Celeste Carballo/Araceli González.
- 23 de junio: Especial River/Maximiliano Guerra/Homenaje a "La Extraña Dama"/Los Auténticos Decadentes.
- 30 de junio: Axel/Marley.
- 7 de julio: Soledad/Garcia Ferré/Luis Landrisina.
- 14 de julio: Dady Brieva.
- 21 de julio: Arnaldo André.
- 28 de julio: El Club del Clan.
- 4 de agosto: Dulce Amor.
- 11 de agosto: Carlitos Balá/Flavia Palmiero.
- 18 de agosto: Donald/Luis Brandoni.
- 25 de agosto: María Marta Serra Lima/Homenaje a Alberto Olmedo.
- 1 de septiembre: Pachu y Pablo/Sergio Denis.
- 8 de septiembre: Soledad Silveyra.
- 15 de septiembre: María Valenzuela/Sandra Mihanovich.
- 22 de septiembre: Tributo a Gilda/Silvio Soldán.
- 29 de septiembre: Los Nocheros/Luis Landriscina/Negro Álvarez/Jorge Corona.
- 6 de octubre: Jairo/Leo Dan.
- 13 de octubre: Ricardo Montaner.
- 20 de octubre: Esperando La Carroza/Las Trillizas de Oro.
- 27 de octubre: Chaqueño Palavecino/Casamiento Julieta Prandi.
- 3 de noviembre: Nito Artaza.
- 10 de noviembre: El Puma Rodríguez.
- 17 de noviembre: Hugo Arana.
- 24 de noviembre: Marilina Ross.
- 1 de diciembre: Graduados.
- 8 de diciembre: Rodolfo Ranni.
- 15 de diciembre: Miguel Del Sel.
- 22 de diciembre: Sergio "Maravilla" Martínez.
- 29 de diciembre: Lo mejor del 2012

### Segunda temporada (2013/2014)
- 6 de abril: Homenaje a Leonardo Simons-Pablo Echarri
- 13 de abril: Homenaje a Patricia Miccio-Teté Coustarot-Carina Zampini
- 20 de abril: Leo Tusam-Oscar González Oro
- 27 de abril: Graciela Alfano-Paz Martínez-Norma Aleandro
- 4 de mayo: Florencia Peña-Miguel Ángel Rodríguez-Homenaje a Minguito
- 11 de mayo: Moria Casán
- 18 de mayo: Homenaje a Sandro-Emilio Disi
- 25 de mayo: Homenaje a Rodrigo
- 1 de junio: Carmen Barbieri-Homenaje al Tango
- 8 de junio: Osvaldo Laport
- 15 de junio: Flavio Mendoza-Fabián Gianola
- 22 de junio: Homenaje al humor-Homenaje a Titanes en el Ring
- 29 de junio: Georgina Barbarosa
- 6 de julio: Cris Morena
- 13 de julio: Julián Weich
- 20 de julio: Juan José Campanella
- 27 de julio: Florencia de la V-Rubén Rada
- 3 de agosto: Homenaje a la música popular-Antonio Tarragó Ros
- 10 de agosto: Guillermo Andino-Homenaje a Leo Mattioli
- 17 de agosto: Dady Brieva-Pepito Cibrián
- 24 de agosto: Maru Botana-Gracias por Venir Rosario
- 31 de agosto: Chaqueño Palavecino
- 7 de septiembre: Tributo a Gustavo Cerati-Homenaje Día del Maestro
- 14 de septiembre: Raúl Lavié
- 21 de septiembre: Nazarena Vélez-Dyango
- 28 de septiembre: Diego Korol
- 5 de octubre: Los Nocheros
- 12 de octubre: Chico Novarro
- 19 de octubre: Abel Pintos
- 26 de octubre: Fernando Bravo
- 2 de noviembre: Valeria Lynch
- 9 de noviembre: Marilina Ross
- 16 de noviembre: Andy Kusnetzoff
- 23 de noviembre: Armando Manzanero
- 30 de noviembre: Miguel Ángel Cherutti
- 7 de diciembre: Catherine Fulop
- 14 de diciembre: Eleonora Wexler
- 21 de diciembre: Papa Francisco-Facundo Saravia
- 28 de diciembre: Lo mejor del 2013
- 11 de enero: Jairo
- 18 de enero: Nora Cárpena
- 25 de enero: Sergio Dalma - José Vélez
- 1 de febrero: Guillermo Fernández
- 8 de febrero: Mercedes Morán
- 15 de febrero: Especial Día de los Enamorados
- 22 de febrero: Polo Román y Pancho Figueroa

## Ficha técnica
- Conducción: Gerardo Rozín y Julieta Prandi.
- Productor Ejecutivo: Alejandro García Conde
- Producción: Ariel Martínez, Ana Bomaggio, Natalia Feldman, Christian Smammo, Veronica Ramos, María Sol García, Felipe Foppiano, María Victoria Rush.
- Coordinador de producción: Javier Ferreyra
- Producción de contenidos: Sebastian Meschengieser
- Dirección: Pablo Milutinovic.
- Producción general: Gerardo Rozín.